# Serup (plaats)
Serup is een plaats in de Deense regio Midden-Jutland, gemeente Silkeborg. De plaats telt 216 inwoners (2008).